# Scillium
Scillium, también conocida como Escilio o Escili, es una antigua ciudad no identificada de Numidia, en el África romana, cercana a Cartago.

## Pasión de los santos escilitanos
La primera de las pasiones vinculadas al norte de África es la Passio sanctorum Scillitanorum, que recoge el relato de la Pasión de un total de doce mártires cristianos en Scillium, el 17 de julio del 180, por negarse a rechazar el cristianismo y a jurar por el genius del emperador. En ella se recogen el acta proconsular del proceso y del martirio. Los estudiosos consideran que se trata de una pasión original y primitiva, aunque se teoriza tanto que se trate actas auténticas sin intervención de redactor externo como la posible existencia de un redactor testigo del juicio, por elementos y frases ajenas al estilo de las actas proconsulares oficiales.